# Opatrzność

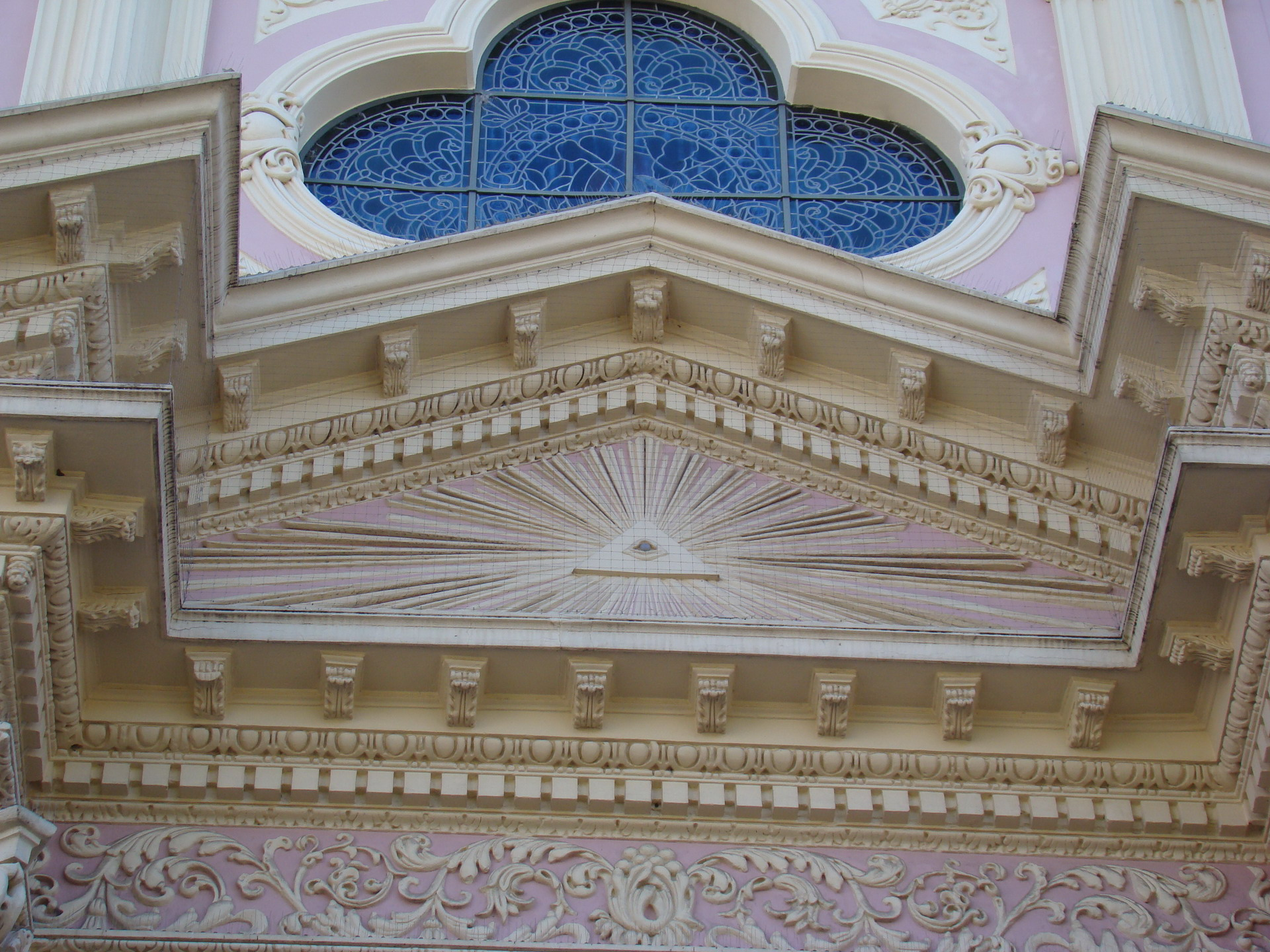
Oko opatrzności

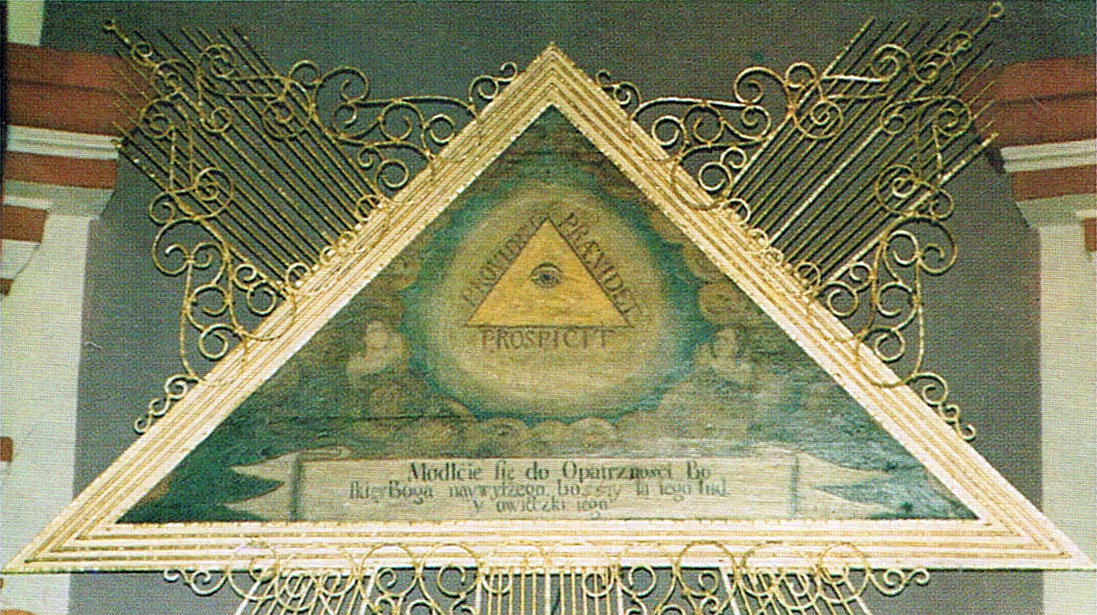
Obraz Opatrzności Bożej z 1773 r. w kościele św. Katarzyny w Jastrzębiu Górnym

Opatrzność lub Opatrzność Boża (łac. providentia, gr. πρόνοια; pronoja) – w myśli teologicznej nieustanna opieka wszechwiedzącego i wszechmogącego Boga, której przejawem jest kierowanie dziejami świata i poszczególnych ludzi do ich doczesnego spełnienia oraz ostatecznego celu; poprzez to działanie Bóg okazuje mądrość, dobroć i miłość. 
Troska Boga dokonuje się bezpośrednio, np. poprzez cud albo szczególny charyzmat, bądź też pośrednio, czyli za pośrednictwem świętych, aniołów, okoliczności lub innych żyjących ludzi, co jest wyrazem pragnienia Boga by dać ludziom możliwość samodzielnego i twórczego działania. Wiara w Opatrzność zakłada postawę praktycznego zaufania ze strony człowieka, a w ten sposób uwalnia go od fatalistycznego myślenia oraz nadaktywności, wspierając przede wszystkim cnotę nadziei. 
Od początku dziejów tradycyjnej teologii katolickiej, prawosławnej czy protestanckiej wiara z Opatrzność napotykała dwa problemy związane z (1) pogodzeniem nauki o trosce Boga z istnieniem zła i cierpienia w świecie oraz (2) ustaleniem zakresu działania woli Bożej i wolnej woli człowieka. Pierwszy problem wiąże się z teodyceą jako odrębną gałęzią teologii, zaś drugi rozciąga się na charytologię, antropologię biblijną oraz szereg innych aspektów myśli chrześcijańskiej. Częstym wątkiem teologicznym była także próba rozstrzygnięcia zasadności tzw. modlitwy prośby (zwanej też modlitwą błagalną) w kontekście działania Opatrzności, która „wszystkim kieruje” (Mdr 14,3) oraz „wie dobrze, czego potrzebujecie, zanim Go poprosicie” (Mt 6,8).
Doktryna o Opatrzności, obecna w wielu wersetach Pisma Świętego (np. Ps 37,5; Prz 16,1.3.9.33; Koh 11,5; Jdt 8,14; Mt 6,25-34) oraz historiach biblijnych (zob. Rdz 40-45,28), zajmuje istotne miejsce w całokształcie tradycji katolickiej. Tematem tym dogłębnie zajmowali się najwięksi teologowie oraz nauczyciele duchowości Kościoła, np. Augustyn z Hippony, Tomasz z Akwinu, Franciszek Salezy, Alfons Maria Liguori albo Maksymilian Maria Kolbe. Jedno z żeńskich zgromadzeń zakonnych w Kościele katolickim nosi nazwę Siostry Opatrzności Bożej. Nauka o Opatrzności jest też fundamentalna dla katolickich aktów zawierzenia oraz pobożności ukierunkowanej na zaufanie (np. Jezu, ty się tym zajmij Dolindo Ruotolo).   

## Etymologia i symbolika
Grecki termin pronoia powstał ze złożenia słów pro oraz nomos, oznaczając przed-działanie, czyli zapobieganie albo przed-wiedzę jako szczególnego rodzaju wyraz wszechmocy Boga. Łaciński odpowiednik tego pojęcia, providentia, składa się z przedrostka pro oraz słowa videre, co znaczy prze-widywanie, czyli znajomość rzeczy przyszłych oraz konsekwencji płynącej z teraźniejszości. Polski termin opatrzność odnosi się natomiast do patrzenia, zaś wtórnie do opatrywania ran lub zaopatrywania człowieka w to, co jest mu najpotrzebniejsze.
Niektórzy łączą trójkąt reprezentujący Opatrzność Bożą z hetyckim trójkątem wyobrażającym "dobro" (het. assu). Element ten został schrystianizowany jako reprezentacja Trójcy Świętej. Oko wpisane w trójkąt symbolizuje wiarę w to, iż wszechwiedza Boga widzi każdą rzecz, gdyż „wszystko odkryte i odsłonięte jest przed Jego oczami (Hbr 4,13), nawet to, co ma się stać w przyszłości z wolnego działania stworzeń” (Sobór watykański I, konstytucja dogmatyczna Dei Filius I, 19). Klasycznym tekstem biblijnym na ten temat jest fragment Psalmu 33: „Pan patrzy z nieba, widzi wszystkich synów ludzkich. Spogląda z miejsca, gdzie przebywa, na wszystkich mieszkańców ziemi” (Ps 33,13–14).

## Opatrzność a stworzenie
Pojęcie Opatrzności Bożej jest ściśle związane z pojęciem stworzenia. Świat został stworzony jako dobry (tak, aby istniał ku chwale Bożej), a jednocześnie niedokończony, będący w drodze (in statu viae), czyli w procesie rozwoju ku doskonałości (zob. KKK, nr 302). Opatrzność jest więc działaniem opieki Bożej nad światem i wszystkimi bytami, by osiągnęły swą dobroć i pełnię, zgodnie z naturą i planem wyznaczonymi przez Boga w akcie stwórczym. Tradycyjna teologia katolicka podkreśla nawet, że Bóg nie ograniczył się do jednorazowego aktu stwórczego, lecz w każdym momencie istnienia świata podtrzymuje wszystko w istnieniu, niejako aktualizując i stwarzając rzeczy wciąż na nowo. Pojęcie Opatrzności Bożej nie mieści się zatem w systemie deistycznym, który zakłada, że Stwórca, stworzywszy świat, pozostawił go samemu sobie. 

## Opatrzność a cnota wiary
Działanie Opatrzności Bożej jest w myśli katolickiej nierozerwalnie związane z pojęciem cnoty wiary rozumianej jako praktyczne zawierzenie:
O Abrahamie napisano, że wyszedł nie wiedząc, dokąd idzie (Hbr 11,8). Na głos Boga opuścił to, co znane, aby udać się w nieznanym kierunku. Pismo dodaje jednak, że Abraham zrobił to przez wiarę (Hbr 11,8), czyli przez „powierzenie się”, „oddanie” i „zaufanie” najwyższemu Sternikowi ludzkiego życia. Wprost stwierdził św. Jan z Ávila, że „pokój zawarty jest w wierze, a nie w dociekaniu, w posłuszeństwie z prostotą wobec tego, co Bóg zsyła, a nie w myśleniu, że inna rzecz byłaby lepsza”. Kluczowym słowem jest tutaj „prostota”.
Pismo Święte oraz Tradycja katolicka uzależniają również od Opatrzności Bożej stan wewnętrznego pokoju, do którego został wezwany każdy wierny (zob. J 14,27; 1 Kor 7,15; Flp 4,6–7). Wątek ten został rozwinięty w klasyce duchowości Kościoła:
Święta Teresa z Lisieux powie krótko, że trzeba być jak dziecko i o nic się nie martwić. W tym jednym zdaniu jest cały program: „Zdać się na Pana, to znaczy nie martwić się niczym, bo przecież On cię kocha i o wszystko się troszczy”. Dopiero wtedy zacznie przesączać się do naszej duszy, do naszego serca autentyczny pokój. Od zagrożeń, które rodzą lęk, nie możemy się uwolnić, ale bardzo ważne jest, żeby ten lęk usuwać świadomym aktem zdania się na Pana.

## Opatrzność a wolna wola
Możliwe problemy związane z wiarą w Opatrzność Bożą rozwiązał Augustyn z Hippony w dialogu O wolnej woli. W trzeciej księdze wykazuje on, że wolna wola człowieka działającego w czasie a Boża wszechwiedza, zwłaszcza w rozumieniu tzw. przedwiedzy, zapobiegliwości czy przewidywania (łac. praescientia) nie są zjawiskami wzajemnie się wykluczającymi. Człowiek działa zgodnie z własnym zamierzeniem, zaś Bóg zna przyszłe czyny, choć ich nie determinuje ani nie zniewala. Popełnianie przez człowieka grzechu również nie stoi w sprzeczności z Opatrznością Bożą. 

### Działania wolnych stworzeń
Tomasz z Akwinu zauważał, że „oprócz działania, poprzez które ustanowił Bóg naturę rzeczy oraz nadał każdej z nich właściwą jej formę i odpowiednie władze do działania, w dalszym ciągu urzeczywistnia w rzeczach swoją opatrzność kierując i pobudzając władze wszystkich rzeczy do właściwego im działania”. Bazująca na dorobku Augustyna i Tomasza z Akwinu późniejsza, zwłaszcza nowożytna, teologia dokonała teoretycznego rozróżnienia ludzkich działań na:
- moralną przyczynę[10][11]
- zewnętrzne działanie[10][11].

Pierwszy poziom, tj. moralna przyczyna, należy do odpowiedzialności ludzkiej oraz jego wolnych, nieprzymuszonych przez Boga działań. Opatrzność decyduje jednak o skutku i zewnętrznym działaniu, dopuszczając bądź nie dopuszczając powodzenie ludzkich planów, a także wyciągając zamierzone dobro z błędów, porażek i niewłaściwych czynów wolnych stworzeń. Dlatego tradycyjna teologia katolicka wyjaśnia, że „jeżeli nawet Bóg nie chce grzechu prześladującej cię osoby, pozwala na to, a grzech prześladowcy, który jest moralnym złem, Bóg wykorzystuje w spełnieniu swoich pełnych mądrości i dobroci zamiarów”. Klasycznym dla teologii tekstem biblijnym na ten temat są słowa Jezusa Chrystusa: „Czyż nie mam pić kielicha, który Mi podał Ojciec” (J 18,11). Z najbliższego kontekstu wypowiedzi wiadomo, że wspomnianym „kielichem” jest męka i śmierć na krzyżu, która była efektem wolnych działań oprawców, a jednak zależała od woli Boga jako pierwszej i ostatecznej przyczyny zdarzeń. 
Innym często przywoływanym tekstem nowotestamentowym, który oznajmia nadrzędność planów Bożej Opatrzności wobec ludzkich wolnych decyzji jest napomnienie Jakuba: „Powinniście mówić: «Jeżeli Pan zechce, i będziemy żyli, zrobimy to lub owo»” (Jk 4,15). Perykopa ta, analogiczna do starotestamentowego pouczenia: „Serce człowieka obmyśla drogę, lecz Pan utwierdza kroki [albo: kieruje krokami]” (Prz 16,9), mówi o konieczności podejmowania przez człowieka rozmaitych planów i przedsięwzięć doczesnych, których powodzenie oraz kierunek realizacji zależy od woli Opatrzności. Tradycyjna teologia katolicka podkreśla jednocześnie, że celem działania Boga dopuszczającego przeciwieństwa i cierpienia jest ostateczne dobro konkretnej osoby. Dlatego pożądaną postawą człowieka wobec właściwie rozumianej Opatrzności nie jest poczucie zagrożenia, zniewolenia oraz niepewności, lecz pokój, nadzieja, brak lęku o przyszłość oraz zaprzestanie nadmiernej (powodującej zamęt wewnętrzny) aktywności. Jednym z najczęściej wykorzystywanych w tradycji Kościoła obrazów człowieka zdanego na Opatrzność Bożą była więc owca.

### Grzechy i błędy
Współczesna analiza psychologiczna ludzkiej motywacji grzechu wykazuje, że grzeszna wola może mieć miejsce w porządku, nad którym w ogólności i w szczegółach czuwa Opatrzność. Znajduje to pokrycie w tradycyjnej nauce katolickiej na temat tzw. „szczęśliwej winy” (felix culpa). Oznacza ona, że nawet ludzkie błędy i niedoskonałości mogą zostać wykorzystane przez Opatrzność Bożą do tego, aby służyły większemu dobru. Klasycznym tekstem biblijnym na ten temat jest Rz 8,28: „Wiemy też, że Bóg z tymi, którzy Go miłują, współdziała we wszystkim dla ich dobra”.

### Intencje i motywacje
Według tradycyjnej nauki katolickiej Opatrzność Boża działa nie tylko w sferze przyczyn zewnętrznych, ale także we wnętrzu człowieka, pobudzając jego wolę i decyzję, nie łamiąc przy tym wolności wyboru (zob. Rdz 39,21; Wj 3,21; 12,36; Ezd 6,22; Prz 21,1; Flp 2,13). Działanie Boga przejawia się wówczas w natchnieniach doświadczanych przez człowieka w sercu, sumieniu i duszy.

## Nurty heterodoksyjne związane z teologią Opatrzności
Ruchami heterodoksyjnymi, które dokonywały redefinicji tradycyjnej nauki o Opatrzności były:
- deizm
- predestynacja
- naturalizm
- kwietyzm

## Katechizm Kościoła katolickiego o Opatrzności
Katechizm Kościoła Katolickiego mówi o Opatrzności w nn. 302-305. W stworzeniu świat nie powstał od razu doskonały, spełniony. Jest on zatem  w drodze – (łac.) in statu viae – do ostatecznej doskonałości, którą ma dopiero osiągnąć i do której Bóg go przeznaczył i prowadzi. 
Źródłem poznania Opatrzności jest Pismo Święte, np. Ps 115, 3: Nasz Bóg jest w niebie; czyni wszystko, co zechce czy Księga Przysłów: Wiele zamierzeń jest w sercu człowieka, lecz wola Pana się ziści (Prz 19, 21). Chrystus jest wykonawcą Opatrzności, jak mówi Apokalipsa: Ten, co otwiera, a nikt nie zamknie, i Ten, co zamyka, a nikt nie otwiera (Ap 3, 7). Bóg troszczy się o świat często bezpośrednio i oczekuje postawy zaufania u ludzi. Mówił o tym Jezus w Kazaniu na górze:

Nie troszczcie się więc zbytnio i nie mówcie: co będziemy jeść? co będziemy pić?... Ojciec wasz niebieski wie, że tego wszystkiego potrzebujecie. Starajcie się naprzód o Królestwo Boga i o Jego sprawiedliwość, a to wszystko będzie wam dodane (Mt 6, 31-33).